# Danilo Napolitano

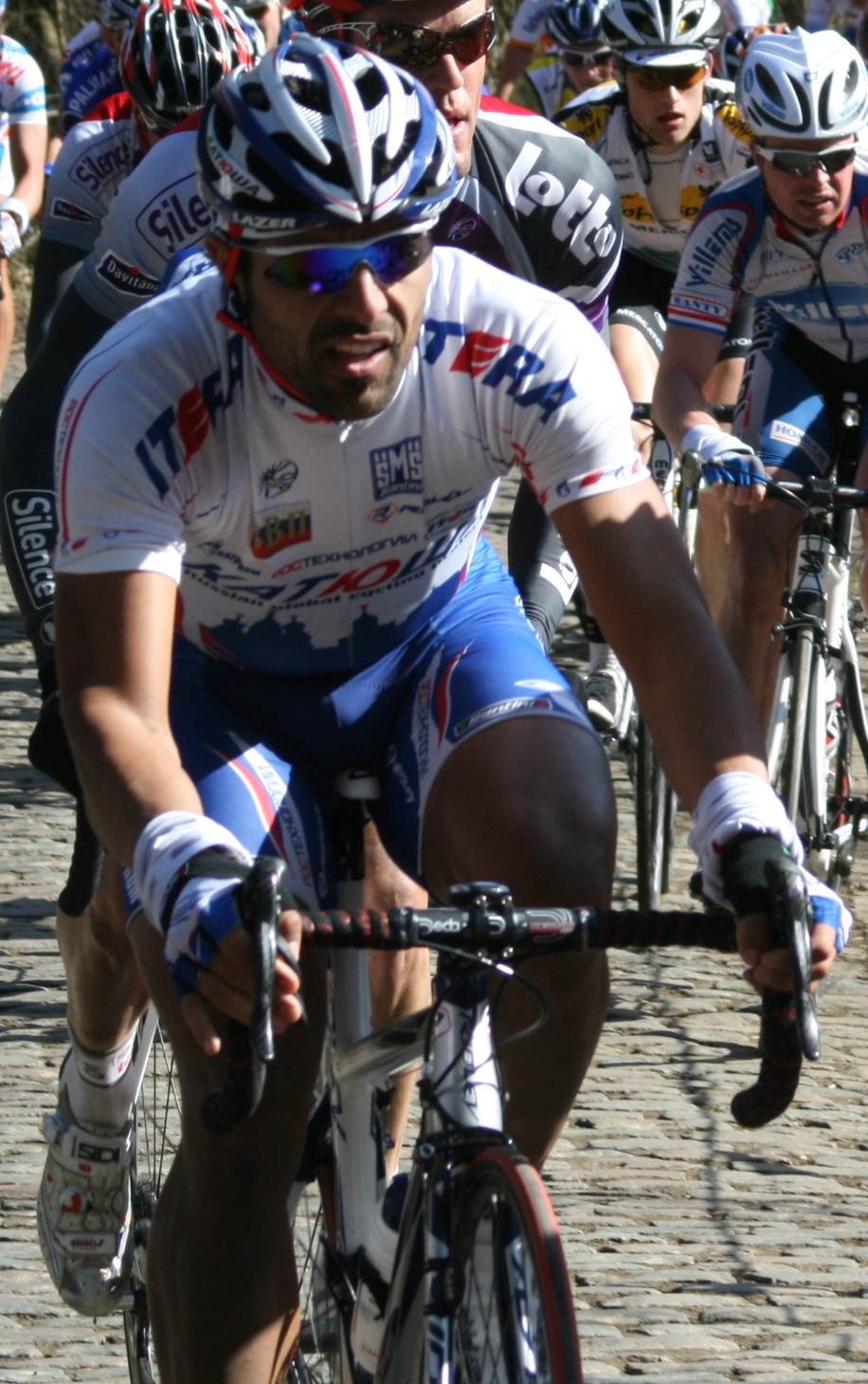
Danilo Napolitano als Tres dies de Flandes Occidental

Danilo Napolitano (Vittoria, província de Ragusa, 31 de gener del 1981) és un ciclista italià, prefessional des del 2004. Actualment corre a l'equip Wanty-Groupe Gobert.
Danilo Napolitano és un ciclista que destaca per la seua volicitat. És capaç de véncer en sprints tant en grup com amb pocs ciclistes. Ha cridat l'atenció dels tècnics imposant-se en importants clàssiques italianes com ara la Copa Bernocchi i el Giro de Romanya del 2005.
Durant la seua època al Lampre ha pogut mostrar les seues capacitats al gran públic gràcies a participar en el Giro d'Itàlia i disputar gran part de les arribades a l'esprint, la qual cosa li va suposar una victòria d'etapa.
Va ser convocat, a més, per als mundials de ciclisme sobre pista de l'any 2007.
És germà del també ciclista Massimiliano Napolitano.

## Palmarès
- 2002
  - 1r al Trofeu Antonietto Rancilio
- 2003
  - 1r al Trofeu Papà Cervi
  - Vencedor d'una etapa de la Volta a Guatemala
- 2004
  - 1r a la Copa Ciutat de Melzo
  - Vencedor d'una etapa de la Volta per un Xile Líder
- 2005
  - 1r a la Stausee-Rundfahrt
  - 1r a la Coppa Bernocchi
  - 1r al Giro de Romanya
  - Vencedor d'una etapa de la Settimana internazionale di Coppi e Bartali
  - Vencedor d'una etapa del Brixia Tour
  - Vencedor de 2 etapes del Tour de Poitou-Charentes
- 2006
  - 1r a la Coppa Bernocchi
  - Vencedor de 2 etapes de la Settimana internazionale di Coppi e Bartali
  - Vencedor de 2 etapes de la Volta a Àustria
  - Vencedor d'una etapa del Brixia Tour
  - Vencedor d'una etapa del Tour del Mediterrani
- 2007
  - 1r a la Coppa Bernocchi
  - 1r al Memorial Viviana Manservisi
  - Vencedor d'una etapa al Giro d'Itàlia
  - Vencedor d'una etapa de la Volta a Múrcia
  - Vencedor d'una etapa de la Volta a Eslovènia
  - Vencedor d'una etapa de la Volta a Polònia
- 2008
  - Vencedor de 2 etapes de la Volta a Portugal
  - Vencedor d'una etapa del Tour de Qatar
  - Vencedor d'una etapa de la Volta a la Comunitat Valenciana[1]
  - Vencedor d'una etapa del Giro de la Província de Grosseto
  - Vencedor d'una etapa del Brixia Tour
- 2009
  - Vencedor d'una etapa de la Volta a Andalusia
  - Vencedor d'una etapa de la Volta a Luxemburg
  - Vencedor d'una etapa dels Tres dies de Flandes Occidental
  - Vencedor d'una etapa de la Settimana internazionale di Coppi e Bartali
- 2010
  - Vencedor d'una etapa als Quatre dies de Dunkerque
  - Vencedor d'una etapa al Tour de Valònia
- 2012
  - Vencedor de 3 etapes del Tour de Valònia
  - Vencedor d'una etapa al Circuit de Lorena
- 2013
  - Vencedor d'una etapa dels Tres dies de Flandes Occidental
- 2014
  - 1r al Circuit del País de Waes
- 2015
  - Vencedor d'una etapa dels Boucles de la Mayenne

### Resultats al Tour de França
- 2007. Fora de control (8a etapa)
- 2009. Fora de control (9a etapa)

### Resultats al Giro d'Itàlia
- 2007. Vencedor d'una etapa. Abandona (12a etapa)
- 2011. Abandona (11a etapa)

### Resultats a la Volta a Espanya
- 2006. Abandona (16a etapa)
- 2008. Abandona (12a etapa)